# Clavus subobliquatus
Clavus subobliquatus é uma espécie de gastrópode do gênero Clavus, pertencente a família Drilliidae.